# Hadas Yaron
Hadas Yaron es una actriz israelí nacida el 21 de septiembre de 1990. 

## Biografía
Hadas Yaron recibió la Copa Volpi a la mejor interpretación femenina durante la Mostra de Venecia 2012 por su interpretación en la película Lemale et ha'halal (El corazón tiene sus razones).
Ha obtenido premios a la mejor interpretación en el Festival de Cine de Whistler y el Premio de interpretación (mejor actriz) en el Festival Internacional de Cine de Amiens por el papel de Meira en Félix y Meira.

## Filmografía
- 2006 : Lemarit Ain, de Daniel Syrkin
- 2012 : Le cœur a ses raisons, de Rama Burshtein : Shira Mendelman
- 2014 : Félix et Meira, de Maxime Giroux : Meira
- 2015 : La felicità è un sistema complesso, de Gianni Zanasi : Achrinoam
- 2018 : María Magdalena,  de Garth Davis : Sara
- 2007-2021: Shtisel, de Ori Elon y Yehonatan Indursky: Libbi Shtisel

## Premios y distinciones
Festival Internacional de Cine de Venecia
| Año  | Categoría                     | Película        | Resultado |
| ---- | ----------------------------- | --------------- | --------- |
| 2012 | Coppa Volpi a la mejor actriz | Llenar el vacío | Ganadora  |